# Maison professe

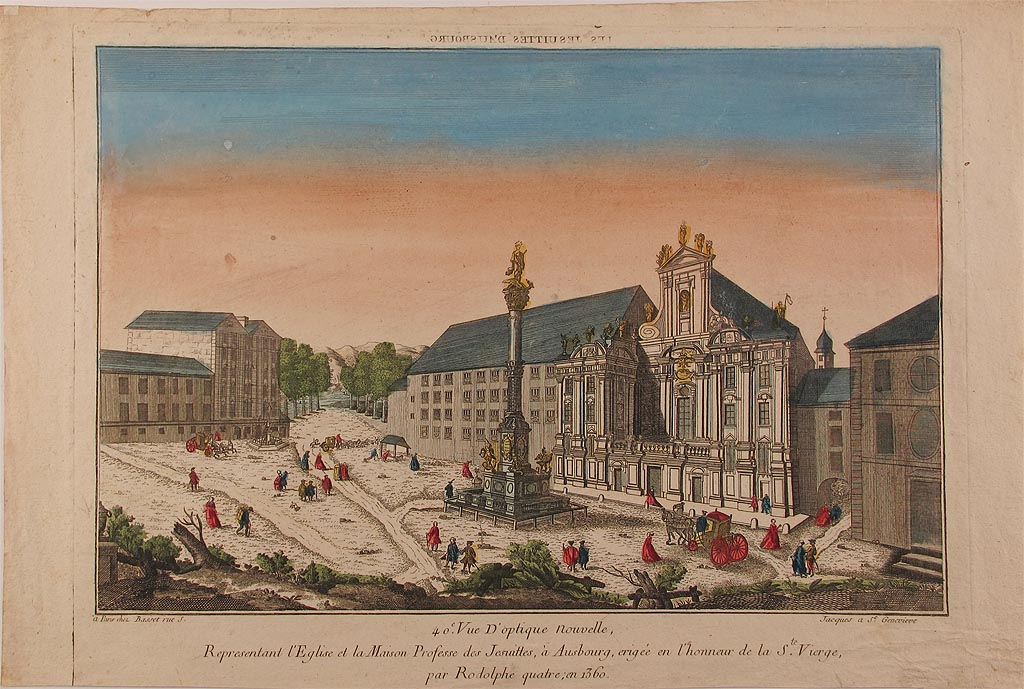
Maison professe (Vienne, Autriche).

Une maison professe, dans la Compagnie de Jésus, était une résidence qui, dans un esprit de pauvreté radicale, n’avait aucun revenu stable. Les prêtres jésuites qui y résidaient, tous des profès des quatre vœux, s’y engageaient à exercer leur ministère spirituel et pastoral de manière totalement gratuite. Sans revenus, ces maisons dépendaient de la générosité de bienfaiteurs même dans leur vie quotidienne. Juridiquement, ce type de résidence a disparu au cours du XXe siècle, même si certaines en ont gardé le nom.

## Intention de saint Ignace
Aspirant à la radicalité évangélique de la sequela Christi, Ignace de Loyola souhaite pour la Compagnie de Jésus un choix de vie pauvre, tel celui de François d'Assise. Cependant il doit bientôt faire face à la difficulté d’allier vie apostolique (et les études en vue de cette vie d’engagement actif au service de l’Église) et vie de pauvreté religieuse radicale signifiant une dépendance quotidienne de la générosité d’autrui. Lui-même dut interrompre ses études à Paris pour aller solliciter auprès de commerçants espagnols installés dans les Pays-Bas, le soutien financier dont il avait besoin : c’était durant le carême 1529.
Réalisant qu’il serait impossible aux jeunes jésuites de se donner entièrement à leurs études tout en vivant d’aumônes quotidiennes, Ignace introduit dans les Constitutions une distinction entre les « collèges » et les « résidences » ou « maisons ».
La solution semble avoir été suggérée par Diego Lainez :
- Les collèges confiés à la Compagnie pourraient être financièrement fondés avec propriété de leurs biens et jouir de revenus fixes. Ces revenus ne sont à la disposition des jésuites [Const. no 556] que dans la mesure où ils gèrent et sont responsables de ces collèges. Lesdits collèges incluent également les maisons de formation jésuite (scolasticats). Certaines exceptions sont prévues par saint Ignace.
- Les résidences, ou « maisons professes », recevraient les jésuites ayant terminé leur formation intellectuelle et spirituelle et ayant fait leur profession religieuse définitive. Ils y vivraient un régime de pauvreté plus stricte de dépendance complète de la générosité publique, tel que défini dans les Constitutions [no 4-5] : aucun revenu, et aucun honoraire pour les services spirituels rendus.

## Histoire

### Époque de saint Ignace
Les choses ne se développent pas comme prévu dans le projet original. La demande publique étant grande, les collèges se multiplient rapidement, et trouvent sans trop de difficulté les finances nécessaires auprès d’hommes d’Église, des municipalités, de l’aristocratie ou de la bourgeoisie. Leurs églises deviennent centres actifs de ministère pastoral et spirituel. Par ailleurs si municipalités et noblesse sont prêtes à s’investir dans des institutions qui forment leur jeunesse, elles ne s’intéressent guère aux « maisons professes ». En 1555 déjà Ignace exprime sa préférence pour la fondation de collèges, plutôt que de maisons professes.
À la mort de saint Ignace, en 1556, il n’y a que deux maisons professes. À Rome la maison professe fondée en 1540 (où lui-même réside) compte 60 membres. La seconde, à Lisbonne (1542), compte 22 membres. Par contre les collèges sont 46.

### Dans l’ancienne Compagnie (1556-1773)
Diego Lainez n’érige aucune maison professe. François de Borgia, deuxième successeur de saint Ignace, en fonde cinq : Tolède (1566), Valladolid (1567), Venise (1570), Burgos (1571) et Milan (1572). Les collèges eux sont au-delà de la centaine Everard Mercurian ajoute Naples et Valence (1579), Séville, Paris et Goa (1580). Leur nombre passe à 23 sous Claude Acquaviva (Anvers, en 1616). Les 32 provinces de la Compagnie gèrent alors 372 collèges, 41 noviciats et 123 autres résidences… Les maisons professes ne sont qu’une petite minorité des résidences jésuites.
Montant à 26 sous Muzio Vitelleschi (vers 1626), leur nombre se stabilise autour de 24 et le restera jusqu’à la suppression de la Compagnie de Jésus en 1773. Les collèges et scolasticats jésuites se comptent par centaines, sans parler d’autres petites résidences apostoliques dans les villes secondaires et les postes de mission outremer. Il semble que la politique générale ait été d’avoir, dans la mesure du possible, une maison professe par province jésuite.

### Après son rétablissement en 1814
Dès 1805 la maison professe de Palerme est rouverte, et celle de Rome est rétablie immédiatement après la restauration universelle de la Compagnie de Jésus (1814). Les congrégations générales, dont celle de 1820, en discutent fréquemment et expriment le souhait que soient ouvertes à nouveau des maisons professes. La décision en est laissée aux supérieurs généraux : des maisons professes sont ouvertes à Naples (1821) et Milan (1842).
Cependant les mêmes difficultés subsistent et empêchent leur diffusion. Si des institutions éducatives ou de formation trouvent généralement le soutien financier nécessaire, des maisons excluant ce type de ministère apostolique n’attirent pas les bienfaiteurs.
Les maisons italiennes sont emportées dans la tourmente de la fin du XIXe siècle. Des projets de maison professe à Lyon et à Marseille, n’aboutissent pas.
La mentalité générale a également fortement évolué. Au XIXe siècle, la mendicité est perçue de manière fort négative. Le travail fait partie de la condition humaine du pauvre, donc du religieux. Recevoir un honoraire pour le travail accompli, même s’il s’agit d’un ministère spirituel, n’est plus considéré comme contraire au vœu de pauvreté.
Une nouvelle recommandation est faite par la 24e Congrégation générale, de 1892. Plus tard, sur mandat de la 25e Congrégation générale (1906) Franz Xaver Wernz demande au pape si le nouveau régime de pauvreté religieuse peut être appliqué aux maisons professes. La réponse de Pie X est affirmative (1907). Aussi de nouvelles maisons professes sont érigées à Valence (1907), Vienne et Madrid (1911) et Bilbao (1913). Un « sommaire » de la législation de la Compagnie (de 1924) indique que les « maisons professes sont celles destinées à l’exercice des ministères spirituels de la Compagnie de Jésus, et en ces dernières doit briller de manière spéciale la pureté de l’institut. »

## Aujourd'hui
Le concile Vatican II invite les ordres religieux à revoir leur législation à la lumière de la théologie conciliaire. La 31e et la 32e Congrégations générales font ce travail pour la Compagnie de Jésus. Le vœu de pauvreté religieuse est compris dans un contexte moderne de labeur quotidien et honnête, ayant droit à recevoir ce qui est nécessaire à la subsistance, sans accumulation de revenu. La législation de la Compagnie en est adaptée et est étendue à toutes les maisons de la Compagnie sans exception.
Dans les Normes complémentaires de 1995, un texte juridique interprétant et adaptant les Constitutions, aucune mention n‘est plus faite de « maison professe ». Elles ont de iure disparu, même si pour des raisons historiques certaines résidences gardent cette appellation.